# 鄭月秀
鄭月秀（1975年—）生於新北市三峽區插角山，為一新媒體藝術家。擁有澳洲雪梨科技大學人文社會藝術博士學位，現任國立雲林科技大學 創意生活設計系副教授曾於澳洲、韓國與國內各大城市舉辦過10多場個展及聯展，創作曾獲美國Rhizome收藏至ArtBase。家庭務農，小時需幫忙採茶。復興美工畢業後，到了澳洲坎培拉。在異鄉的生活經驗，使她觀察到澳洲與台灣的不同、別人與自己的不同，並將感觸揮發至其創作中。2001年完成藝術碩士返回臺灣沒幾年，又再度到澳洲繼續攻讀網路藝術博士學位。

## 風格
將科技與藝術融合，並加入哲學思想，使用複合媒材以及影像裝置的手法創作，創作媒材有單純影像、網路與互動科技等。2008年，將臺灣習俗、三峽祖師廟與白雞山在地生活的經驗融入 「NetWish」、「NetOlogy」與「NetOmen」等作品當中，帶入算命、拜拜、農曆、觀象等文化設計互動網路藝術。